# Amsterdam Tournament
Muratti är en årlig herrturnering i fotboll för klubblag, som spelas på den internationella försäsongen. Den hade premiär 1975, när Amsterdams stad firade 700 år.

### Fotnoter
1. ↑  Zoran Zorić (30 juli 2007). ”Inför: LG Amsterdam Tournament 2007”. Svenska fans. http://www.svenskafans.com/spanien/182718.aspx. Läst 9 november 2015.